# Myrmeleon uniformis
Myrmeleon uniformis är en insektsart som beskrevs av Navás 1920. Myrmeleon uniformis ingår i släktet Myrmeleon och familjen myrlejonsländor. Inga underarter finns listade i Catalogue of Life.